# Megasoma nogueirai
Megasoma nogueirai är en skalbaggsart som beskrevs av Moron 2005. Megasoma nogueirai ingår i släktet Megasoma och familjen Dynastidae. Inga underarter finns listade i Catalogue of Life.